# Gens Aponia
La gens Aponia era una gens romana presente durante la tarda Repubblica e il primo secolo dell'Impero.

## Itria nominausati dalla gens
I praenomina utilizzati dalla gens furono Quintus e Gaius, mentre i cognomina utilizzati dalla gens furono Mutilus e Saturninus.

## Membri illustri della gens
- Quinto Aponio (Quintus Aponius): vissuto nel I secolo a.C., fu uno dei sottoposti di Gaio Trebonio, luogotenente di Gaio Giulio Cesare in Hispania;
- Gaio Aponio Mutilo (Gaius Aponius Mutilus): vissuto nel I secolo a.C., confuso con Gaio Papio Mutilo, leader sannita durante la Guerra Sociale, nella storia di Diodoro Siculo;
- Marco Aponio Saturnino (Aponius Saturninus): vissuto nel I secolo d.C., fu governatore della Mesia alla morte di Nerone, che prima parteggiò per Vitellio e poi per Vespasiano.